# Kahlstorf
Kahlstorf ist ein Ortsteil der Gemeinde Wrestedt (Samtgemeinde Aue) im niedersächsischen Landkreis Uelzen. 

## Geografie und Verkehrsanbindung
Der Ort liegt nordöstlich des Kernortes Wrestedt und südöstlich von Uelzen.
Östlich fließt der Wellendorfer Graben und liegt das 12 ha große Naturschutzgebiet Schwarzes Moor bei Gavendorf. 
Die B 71 verläuft nördlich. Westlich verläuft der Elbe-Seitenkanal.